# Veliki rit
Pour l’article homonyme, voir Veliki rit (Novi Sad).
Veliki rit (Serbe Велики Рит) est un parc situé en Serbie, au sud de la ville de Jabuka dans le district du Banat méridional et au nord-est de Belgrade, la capitale